# Convolvulus tricolor
Espèce
Classification phylogénétique
Convolvulus tricolor, connue communément sous les noms de liseron tricolore ou de belle-de-jour (parmi d'autres plantes), est une plante annuelle à fleurs diurnes (ouvertes seulement le jour) de la famille des Convolvulaceae. Elle est cultivée comme plante ornementale.

## Description

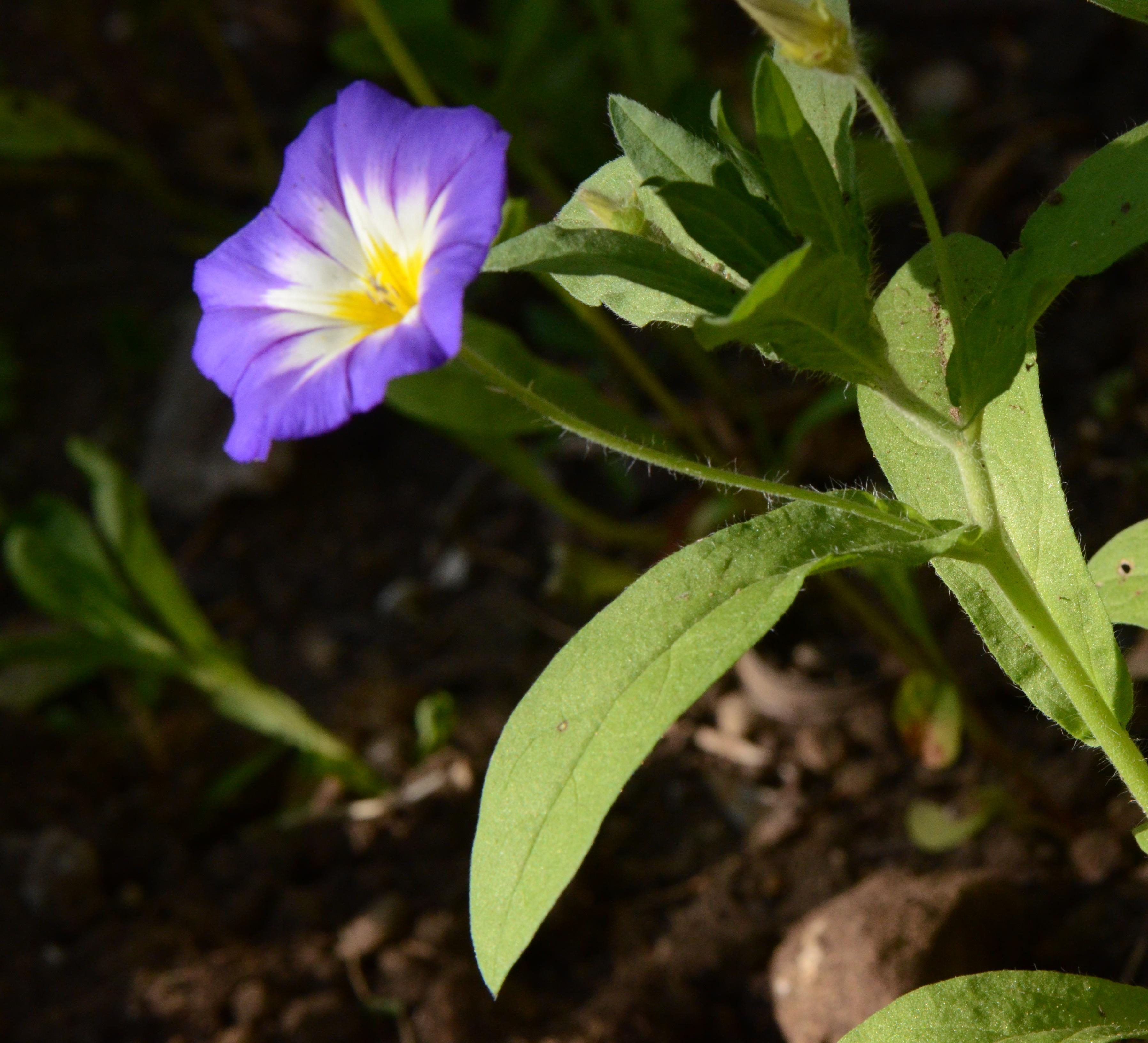
Liseron tricolore, la fleur solitaire, axillaire, est portée par un long pédoncule pubescent

Le liseron tricolore est une plante herbacée de 15-30 (-40) cm de haut. Ses tiges sont poilues, parfois étalées sur le sol avec les extrémités relevées.
Les feuilles sont sessiles, de 4-7 × 2 cm, obovales à oblongues, glabres ou avec quelques poils épars sur la face supérieure.
Les fleurs font 3 à 5 centimètres de diamètre et leur couleur est un dégradé jaune - blanc - bleu mauve. Elles sont solitaires, portées par un long pédoncule (environ 7 cm), pubescent, partant à l'aisselle d'une feuille. Lorsqu'elles sont épanouies, elles dominent toute la plante. Le calice pubescent est formé d'une petite coupe bordée de 5 lobes obtus. La corolle en entonnoir, comporte une gorge jaune, bordée d'une zone blanche puis bleu mauve. Elle entoure 5 étamines, un style et deux stigmate filiformes.
La fleur s'ouvre le matin et se ferme le soir. Elle reste épanouie environ 12 h puis fane. La floraison se poursuit avec de nouveaux boutons tout l'été.
Le fruit est une capsule, généralement à 4 graines.

## Répartition
Le liseron tricolore se trouve naturellement dans les régions du littoral méditerranéen : Algérie, Libye, Maroc, Tunisie, France, Portugal, Espagne, ex-Yougoslavie, Grèce, Italie. En Espagne, on le trouve dans les îles Baléares, en Andalousie et à la Costa del Sol.

## Culture
Sa culture est très facile en couvre-sol, plates-bandes, jardinières, bacs sur balcons ou terrasses. Il se sème directement en place à partir d'avril. Les graines germent en une à deux semaines. Il se plait en plein soleil ou à la rigueur à mi-ombre. Il n'aime pas être trop arrosé.
Il existe des variétés cultivées rouges, roses ou blanches :
- 'Crimson Monarch' rouge cerise
- 'Lighy Blue Flash', assez compact, bleu pâle à gorge blanche
- 'Rose Ensign' rose lilas à centre blanc et jaune
- 'Royal Ensign' bleu roi à centre blanc
- 'White Ensign' blanc pur à centre jaune

## Langage des fleurs
Dans le langage des fleurs, la belle-de-jour symbolise la coquetterie.